# Gordon Sondland
Gordon David Sondland (Mercer Island, 16 luglio 1957) è un diplomatico e imprenditore statunitense, dal 2018 al 2020 ambasciatore degli Stati Uniti nell'Unione europea, fondatore ed ex presidente di Provenance Hotels e cofondatore della banca d'affari Aspen Capital.
Nel novembre 2019, Sondland ha testimoniato all'inchiesta di impeachment contro Donald Trump. È stato licenziato da Trump il 7 febbraio 2020, due giorni dopo la conclusione del processo di impeachment

## Biografia
Nasce in una famiglia ebrea a Mercer Island, Washington, figlio di Frieda (Piepsch) e Gunther Sondland. La madre era fuggita dalla Germania, prima della seconda guerra mondiale, in Uruguay, dove dopo la fine del conflitto si riunisce con suo padre, che aveva prestato servizio nella Legione straniera francese. Nel 1953 i Sondlands si trasferiscono a Seattle, dove aprono un'attività di lavaggio a secco.  Sondland ha una sorella di 18 anni più anziana. Ha frequentato l'Università di Washington, ma ha abbandonato diventando un venditore di immobili commerciali.

### Negli affari
Nel 1985 Sondland raccoglie 7,8 milioni di dollari da amici e dal suo ricco cognato e acquista a Seattle un albergo in fallimento, il Roosevelt Hotel. Il primo di una serie di alberghi. La società Sondland, Provenance Hotels, possiede e gestisce hotel in tutti gli Stati Uniti, tra cui l'Hotel Max e l'Hotel Theodore a Seattle, Washington;  Hotel Murano a Tacoma, Washington;  Hotel deLuxe, Hotel Lucia, Sentinel Hotel, Dossier e Heathman Hotel a Portland, Oregon;  l'Hotel Preston a Nashville, Tennessee;  Old No. 77 Hotel and Chandlery a New Orleans, Louisiana. Sondland sviluppa anche altri progetti alberghieri, tra cui l'Alexis Hotel di Seattle in collaborazione con Bill Kimpton, Hermosa Beach e Los Angeles, in California, specializzandosi in adattamenti di vecchi edifici.
Nel 2013 Sondland e Provenance hanno completato un rinnovamento dello storico Governor Hotel di Portland, ribattezzandolo Sentinel. Nel dicembre 2015 è stata poi annunciata l'istituzione del primo fondo di investimento immobiliare della società, la Provenance Hotel Partners Fund I. Il fondo, da 525 milioni di dollari, è stato creato appositamente per investimenti immobiliari in hotel.
In seguito alla sua nomina come ambasciatore degli Stati Uniti nell'Unione Europea da parte del presidente Donald Trump, il nome Sondland è stato rimosso dal sito web degli hotel Provenance e sostituito con quello della moglie nel ruolo di presidente.

### In politica
Sondland era un membro del team di transizione per l'amministrazione del governatore democratico dell'Oregon Ted Kulongoski ed è stato nominato da Kulongoski per far parte del consiglio dell'Ufficio del cinema e della televisione del governatore. È stato nominato presidente della commissione nel 2002 e ha ricoperto tale carica fino al 2015. Durante il suo incarico, Sondland è stato determinante nel portare la produzione di serie televisive come Leverage, The Librarians e Grimm in Oregon e la produzione di lungometraggi come Wild con Reese Witherspoon, Thumbsucker con Tilda Swinton e The Ring Two con Naomi Watts. All'Oregon Film Annual Governor's Awards 2015, Sondland ha ricevuto l'"Achievement in Film Service Award" per il suo ruolo nella crescita dell'industria cinematografica dell'Oregon.
Sondland è stato anche elemento di collegamento dell'Oregon con la Casa Bianca. In qualità di consigliere di Kulongoski, ha suggerito di nominare Ted Wheeler come tesoriere di stato, cosa che Kulongoski ha fatto nel 2010. Nel 2007, il presidente George W. Bush ha nominato Sondland membro di una Commissione della Casa Bianca.  Sondland ha collaborato con il presidente Bush e Jay Leno a un'asta annuale di beneficenza di un veicolo autografato, i cui proventi sono andati a beneficio della Fisher House Foundation e della Military Service Initiative della George W. Bush Foundation. Ha supportato la campagna presidenziale 2012 di Mitt Romney ed  è stato selezionato per far parte del suo team di transizione presidenziale.
Durante le elezioni presidenziali degli Stati Uniti del 2016, Sondland inizialmente ha sostenuto Donald Trump, ma ha poi annullato una raccolta fondi dopo gli attacchi di Trump a Khizr e Ghazala Khan. All'epoca, un portavoce di Sondland ha affermato che le "posizioni di Trump non sono in linea con le convinzioni e i valori personali [di Sondland]". Nell'aprile 2017 Sondland ha donato 1 milione di dollari al Comitato inaugurale presidenziale di Donald Trump attraverso quattro LLC: BV-2 LLC, Dunson Cornerstone LLC, Buena Vista Investments LLC e Dunson Investments LLC.

### Ambasciatore USA nell'Unione Europea

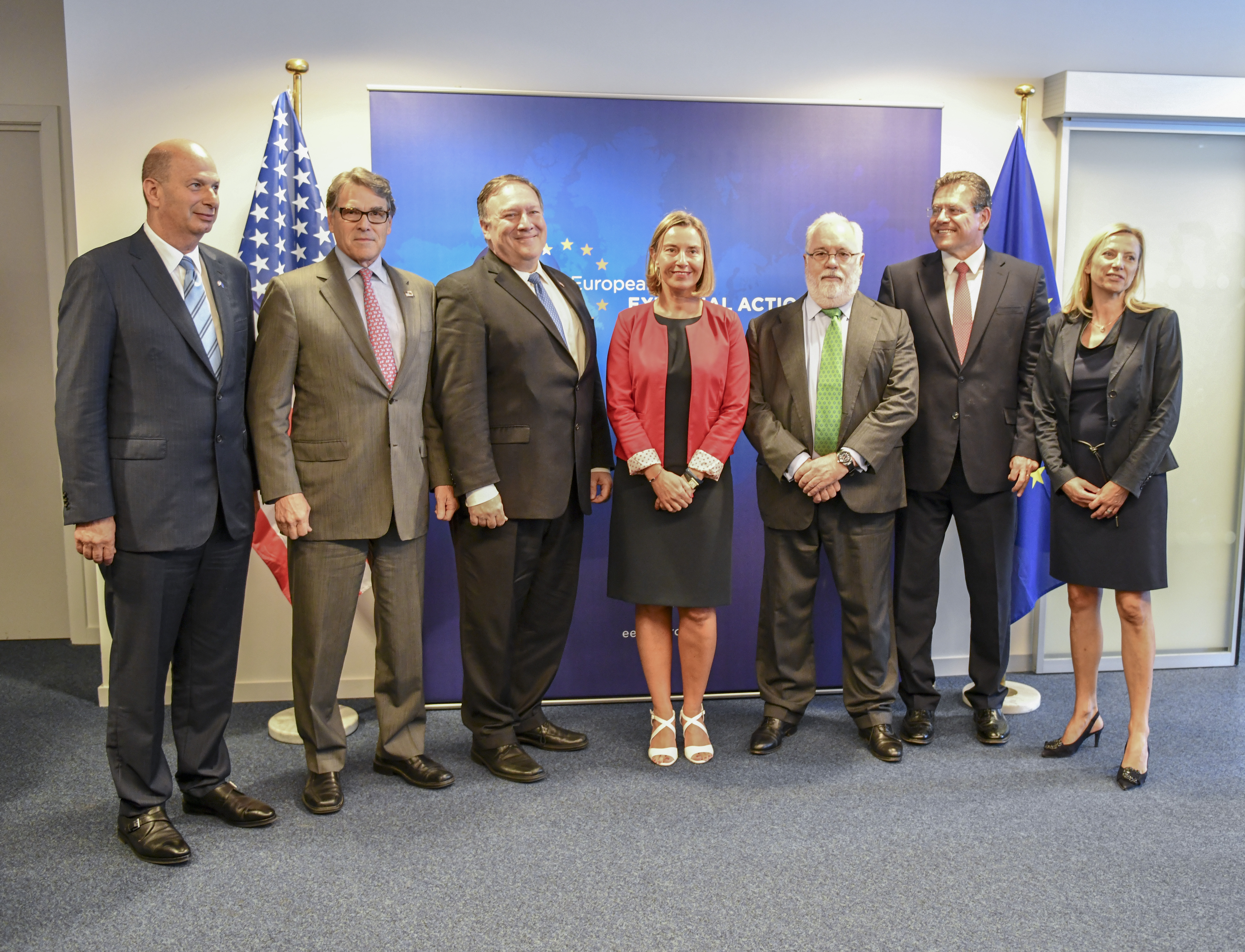
Sondland (all'estrema sinistra) con il segretario di Stato USA Pompeo all'incontro USA-UE sull'energia a Bruxelles il 12 luglio 2018

Nel marzo 2018, il presidente Trump ha scelto Sondland come ambasciatore degli Stati Uniti presso l'Unione Europea, una posizione che era vacante da gennaio 2016.  La nomina ha ricevuto il sostegno bipartisan ed è stato confermato il 28 giugno 2018.
In qualità di ambasciatore a Bruxelles, Sondland ha affermato che il rafforzamento delle relazioni commerciali USA-UE era una priorità assoluta. Ha sostenuto l'utilizzo di un forte partenariato economico USA-UE per contrastare quella che ha definito "aggressione economica e pratiche commerciali sleali" dalla Cina.  A tal fine, Sondland ha promosso l'idea di dare ai governi europei l'accesso al Comitato per gli investimenti esteri negli Stati Uniti (CFIUS) per consentire loro di controllare meglio gli investitori.
Sondland ha lavorato alle norme sulla protezione dei dati per quanto riguarda la conformità degli Stati Uniti allo scudo per la privacy UE-USA.  Si è inoltre impegnato a collaborare con l'UE per affrontare le minacce alla sicurezza globale. È stato a capo dell'amministrazione Trump nei colloqui con i paesi membri dell'UE sulla decertificazione e il ritiro degli Stati Uniti dall'accordo nucleare con l'Iran. Sondland ha ripetutamente criticato la creazione da parte dei paesi membri dell'UE di un "veicolo per scopi speciali" (SPV) per aggirare le sanzioni statunitensi reimposte all'Iran, definendo l'SPV una "tigre di carta".
Sondland è stato un accanito oppositore della costruzione del gasdotto russo Nord Stream 2 per il trasporto del gas verso la UE attraverso il Mar Baltico.  Ha sostenuto che l'oleodotto lascerebbe l'UE dipendente dalla Russia per i suoi bisogni energetici e aumenterebbe l'influenza della Russia sui principali alleati statunitensi nella NATO.  Sondland ha affermato che "Putin usa l'energia come arma politica. L'UE non dovrebbe fare affidamento su una versione a torso nudo del cattivo di Harry Potter Lord Voldemort come fornitore, anche se il suo gas è un po' più economico".
Il Washington Post ha scritto che Sondland si è guadagnato la reputazione di "essere indiscreto" e che i funzionari "lo hanno castigato per aver usato il suo telefono personale per affari di stato". Viaggiava abitualmente in Romania, Israele e altri paesi senza coordinare i suoi incontri con altri funzionari. È stato notato che sembrava trascorrere una quantità eccessiva di tempo a Washington. Un ex funzionario della Casa Bianca ha commentato: “Sembrava sempre essere a Washington. La gente diceva: 'Passa del tempo a Bruxelles?'" The Post ha scritto: "L'approccio di Sondland al lavoro è stato visto più come una fonte di irritazione che di problemi fino a maggio [2019], quando si è trasferito per rivendicare la sua relazione tra Stati Uniti e Ucraina".

## Vita privata
Nel 1993 Sondland ha sposato Katherine Durant, fondatrice e amministratrice di Atlas / RTG, una holding con in portafoglio centri commerciali nell'Oregon. Fino al 2016, Durant era il presidente dell'Oregon Investment Council, l'organismo che sovrintende agli oltre 85 miliardi di dollari di fondi per il sistema pensionistico dei dipendenti pubblici.  Hanno due figli, Max e Lucy.

## Filmografia

### Televisione
- Leverage - Consulenze illegali (Leverage) - serie TV, episodio 5x01 (2012)

## Doppiatori italiani
Nelle versioni in italiano delle opere in cui ha recitato, Gordon Sondland è stato doppiato da:
- Raffaele Palmieri in Leverage - Consulenze illegali